# Monocyclanthus vignei
Monocyclanthus vignei là một loài thực vật thuộc họ Annonaceae. Loài này có ở Ghana và Liberia. Chúng hiện đang bị đe dọa vì mất môi trường sống.